# Bucculatrix albella
Bucculatrix albella is een vlinder uit de familie ooglapmotten (Bucculatricidae). De wetenschappelijke naam is voor het eerst geldig gepubliceerd in 1867 door Stainton.
De soort komt voor in Europa.